# Новий Путь (Казахстан)
Но́вий Путь (каз. Новый Путь) — село у складі Каркаралінського району Карагандинської області Казахстану. Входить до складу Каршигалинського сільського округу.
Населення — 76 осіб (2021; 209 у 2009, 280 у 1999, 382 у 1989).
Національний склад станом на 1989 рік:
- казахи — 100 %.